# Odd Lundberg
Odd Harald Lundberg, né le 3 octobre 1917 à Brandbu et mort le 8 mars 1983 à Oslo, est un patineur de vitesse norvégien deux fois médaillé olympique en 1948.

## Carrière
Lors des Jeux olympiques de 1948 disputés à Saint-Moritz en Suisse, il décroche deux médailles, l'argent sur le 5 000 m et le bronze sur le 1 500 m. Lors des Championnats du monde toutes épreuves, il compte trois podiums, remportant le titre en 1948, la médaille d'argent en 1950 et la médaille de bronze en 1949 à Oslo. Au niveau national, il a gagné un seul titre, obtenu en 1948. Sa carrière s'étend jusqu'en 1961, où il participe pour la dernière fois aux Championnats de Norvège.

## Records personnels
| Distance      | Temps         | Année |
| ------------- | ------------- | ----- |
| 500 mètres    | 43 s 4        | 1949  |
| 1 500 mètres  | 2 min 18 s 9  | 1949  |
| 5 000 mètres  | 8 min 14 s 5  | 1958  |
| 10 000 mètres | 17 min 10 s 5 | 1958  |